# ميلفا ماريك
ميلفا ماريك (بالصربية: Милева Марић) من مواليد 19 ديسمبر 1875 بتيتل - صربيا وتوفيت بها في 4 أغسطس 1948.
تعرفت على ألبرت أينشتاين زميلها على مقاعد الدراسة ووقع في غرامها. رُزقا بطفلةٍ بصورة غير شرعية أسمياها (ليسيرل) في كانون الثاني (يناير) من العام 1901. تزوجت ألبرت أينشتاين 1903.
منذ سنة 1990 ظهر جدل حول مشاركة ميلفا في البحوث العلمية لأينشتاين.

## السيرة الذاتية
وُلدت ميلفا في 19 ديسمبر 1875، حيث تَنتمي إلى عائِلة ثرية في تيتيل في «الملكية» النمساوية-المجرية (اليَوم صربيا)، كما أنها الأكبر بين ثلاثة أطفال: ميلوش ماريتش (1846-1922)، وماريا ماريتش (1847-1935) ، وبعد ولادتها أنهى والدُها حياتَه العسكرية وتولى وظيفة في المحكمة في روما، وفي وقت لاحق في زغرب.
بَدأت بالتّعليم الثانوي في عام 1886 في مدرسة ثانوية للبَنات في نوفي ساد، ولكنَّها انتقلت في العام التالي إلى مدرسة ثانوية في سريمسكا ميتروفيتشا. في عام 1891 حصل والدها على الإذن الخاص بانتساب ميلفا كطالبة القِطاع الخاص بالمدرسة الثانوية الكلاسيكية المَلكية للذكور في زغرب. واجتازت امتحان القبول ودخلت الصف العاشر في عام 1892. وحظيت بإذنٍ خاص لِحضور محاضرات الفيزياء في شباط/فبراير عام 1894 ومرت الامتحانات النهائية في أيلول/سبتمبر عام 1894. وحظيت بدرجات عالية في الرياضيات والفيزياء. لكن في تلك السنة رسبت بسبب شدة المرض، وقررت الانتقال إلى سويسرا، حيث في 14 تشرين الثاني/نوفمبر، بدأت الدراسة في «بنات الثانوية» في زيوريخ. وفي عام 1896، بدأت دراسة الطّب في جامعة زيوريخ لفصل دراسي واحد.
في خَريف عام 1896، انتقلت ماريك إلى جامعة «زيوريخ للعلوم التطبيقية»، كانت قد اجتازت امتحان الرياضيات بتَقدير مُتوسط من 4.25 (المعدل من 1-6). كانت من المسجلين لدورة تدريس دبلوم الفيزياء والرياضيات في المدارس الثانوية التي كان فيها ألبرت اينشتاين. وكانت المرأة الوحيدة في مجموعتها من ستة طلاب، والمرأة الخامسة التي كانت في ذلك القسم، وهو إنجاز كبير بالنسبة للمرأة التي لا تُقبل عادة. وقالت إن الموهبة الغير عادية لها دور في التغلب على القيود المفروضة على دخول المرأة في الأقسام. أصبحت هي واينشتاين من الأصدقاء المقربين جداً. في تشرين الأول/أكتوبر ذهبت ميلفا إلى هايدلبرغ للدراسة في جامعة هايدلبرغ للفصل الدراسي الشتوي عام 1897/98، وحضور محاضرات الفيزياء والرياضيات كمراجع للحسابات. ثم عادت إلى «زيوريخ للفنون التطبيقية» في نيسان/أبريل عام 1898،  حيث لها دراسات شملت الدورات التالية: حساب التفاضل والتكامل في الرياضيات، والهندسة الوصفية والميكانيكا والفيزياء النظرية، الفيزياء التطبيقية، والفيزياء التجريبية وعلم الفلك.
أنهت امتحانات الدّبلوم المُتوسط في عام 1899، سنة واحدة فقط تَجاوزت فيها الطّلاب الآخرين في مجموعتها. معدلها 5.05 (المعدل 1-6) جعلها الخامسة من أصل ستة طلاب في امتحانات هذا العام. (آينشتاين حصل على أعلى مُعدل من السنوات الماضية مع معدل 5.7)  ، وكان تحصيل ماريك في الفيزياء 5.5 (نفس آينشتاين). في عام 1900، فشلت في الامتحان النهائي للتعليم في الدبلوم مع معدل 4.00، وحصلت على 2.5 في الرّياضيات (نظرية الاقترانات).أماينشتاين فقد اجتاز الامتحان بمرتبة رابعة مع معدل 4.91. والنجاح كان من 5.
في عام 1901 توقفت مسيرتها في العمل الأكاديمي لأنها كانت حاملا من آينشتاين.وبعد مرور ثلاثة شهور على حملها تقدمت لامتحان الدبلوم ولكنها فشلت للمرة الثانية دون تحسين معدلها. وأوقفت العمل في أطروحة الدبلوم في بلدها التي كانت تأمل أن تتطور لتصبح أطروحة دكتوراه تحت إشراف أستاذ الفيزياء ويبر هاينريش.
ذهبت إلى نوفي ساد وهو المَكان الذي وَلدت ابنتها فيه في عام 1902، ربما في كانون الثاني/يناير. أُشير إلى الفتاة في المراسلات بين الزوجين باسم «جوني» قبل ولادتها و«ليسيرل» بعد ولادتها. لكن مصير الفتاة غير معروف: أنها قد توفيت في أواخر صيف عام 1903 من الحمى القرمزية، أو تم إعطائها للتبني.

## الدور في الفيزياء
المسألة كالتّالي (إذا كان الأمرُ كذلك، فإلى أي مدى)، حول مساهمة ماريك في أعمال اينشتاين المبكرة، وإلى «أوراق السنة الإستثنائية» بشكل خاص التي نشرها آينشتاين في المجلة العِلمية للفيزياء في عام 1905 والتي تعتبر أساس الفيزياء الحديثة، وهو حتى الآن موضع جَدل. رأى بعض المؤرخين المهنيين في الفيزياء أنها قدّمت له مساهمة عِلمية كبيرة. ورأى البعض الآخر من الأكاديميين أنها كانت داعمة له في مجال العُلوم، وربما قد تكون ساعدته مادياً في أبحاثه.
أما الحال بالنّسبة لمُشاركة ماريك كمؤلفة لبعض أعمال آينشتاين المبكرة، فكانت موجهة نحو أوراق عام 1905، حيث يستند معظمها إلى الأدلة التالية:

«شهادة الفيزيائي الروسي المعروف بجوف إبرام، الذي كتب اسم المؤلف في ثلاث من «أوراق السنة الإستثنائية» تحت اسم آينشتاين-مارتي، وكان من الخطأ إضافة اسم مارتي، الذي يعتبر الاسم الرسمي لماريك».
في الفقرة المذكورة سابقاً، وصف جوف دخول «اينشتاين» إلى ساحة العُلوم عام 1905 بأنها «لا تُنسى»، ووصف كاتب أوراق عام 1905 (بصيغة المُفرد) بقوله «البيروقراطي في مكتب براءات الاختراع في برن»، مشيراً إلى ألبرت اينشتاين.
- صرّحت ميلفا لصديقها الصّربي، مشيرةً إلى عام 1905، ب «انتهينا من بعض الأعمال الهامة التي سوف تجعل زوجي مشهوراً عالمياً».[17] وقد وصف تلك الذكريات المؤرخين هايفيلد وكارتر ك «مسقط الفولكلور».[18]
- الحروف التي أشار إليها اينشتاين بقوله «نظريتنا» و«عملنا»، جون ستاتشيل أشار إلى أن هذه الخِطابات كانت مكتوبة في أيام دراستهم، أي قبل أوراق عام 1905 بحوالي أربع سنوات على الأقل. استخدم اينشتاين في بعض الأعمال «لدينا» فيما يتعلق بالأعمال العلمية المشار إليها على أطروحات الدبلوم، خاصة في بعض المواضيع مثل (الدراسات التجريبية للتوصيل الحَراري).[19] واستخدم أيضا لفظ «لنا» في الجمل العامة، بينما اعتاد دائماً على ذكر «أنا» و «لي» عند سرد الأفكار «المحددة»، وكان يعمل على: «تظهر الأحرف التي أرسلها آينشتاين إلى ماريك مشيراً إلى دراساته وعلمه في الديناميكا الكهربائية لحركة الأجسام ما يزيد على اثنتي عشرَ مرة.. بالمقارنة مع مرجع واحد إلى «عملنا» بشأن مشكلة الحركة النسبية».
- وعد اينشتاين ماريك بإعطائها ماله في جائزة نوبل مقابل اتفاقية الطلاق. حيث قدم لها هذا الاقتراح لإقناعها في المُوافقة على الطلاق، وكان المال بموجب الاتفاق هو الثقة بين الطّرفين، في حين أنها كانت قادرة على الاستفادة من الفوائد. استناداً إلى الرسائل الصادرة حديثاً (المختومة بحفيدة اينشتاين، مارغو اينشتاين، حتى 20 عاماً بعد وفاتها)، ذكر والتر إيزاكسون أن ماريك في نهاية المَطاف استثمرت المال «جائزة نوبل» في ثلاثة مبانٍ سكنية في زيوريخ لإنتاج الدخل.[20]

لا يوجد أي دليل قوي لدعم فكرة أن ماريك ساعدت آينشتاين لتطوير نَظرياته.

وقال الابن الأول للزوجين، هانز ألبرت، أنه عندما تزوج آينشتاين والدتَه، تخلت عن طموحاتها العلمية. أما آينشتاين بقي عالماً مثمرا جداً في العشرينات من القرن الماضي، وأنتج أعماله ذو الأهمية الأكبر بعد فترة طويلة من انفصاله عن ماريك في عام 1914. من ناحية أخرى، هي لم تنشر أي شيء. وذكرت ماريك لأصدقاء وزملاء آينشتاين الذين شاركو في مناقشات لا حصر لها مع أفكاره أنها لم تشارك أبداً في أعماله. ولم تَدّعي مشاركتها في أعماله العِلمية التي أشارت إليها في رسائل شخصية إلى صديقتها الأقرب، هيلين.

## الزواج والأسرة
في عام 1903، تزوج آينشتاين وماريك في برن بسويسرا، حيث حصل آينشتاين على وظيفة في «المَكتب الاتحادي» «المُلكية الفكرية». وولد ابنهما الأول، هانز ألبرت في عام 1904. عاش آينشتاين في برن حتى عام 1909، عندما حصل على وظيفة تدريس في جامعة زوريخ. في عام 1910، ولد ابنهما الثاني إدوارد في عام 1911، وانتقلوا إلى براغ، حيث حصل آينشتاين على وظيفة تدريس في جامعة تشارلز. وبعد سنة، عادوا إلى زيوريخ، كما قُبل آينشتاين كبروفيسور في بلده ألما ماتر.

## الانفصال وانتقالها إلى برلين
في يوليو عام 1913، دعا ماكس بلانك وفالتر نيرنست آينشتاين للحضور إلى برلين، الذي وافق على طلبهما، لكن القرار تسبب بالقَلق لماريك. في آب/أغسطس خطط آينشتاين بقضاء العطلة مشيا مع أبناءه برفقة ماري كوري وابنتيها. لكن ماريك قامت بتأجيل ذلك لأن إدوارد مريض. وفي أيلول/سبتمبر عام 1913، قام آينشتاين بزيارة والدي ماريك بالقُرب من نوفي ساد، في نفس اليوم الذي يريدون فيه التوجه إلى فيينا. بعد وصول فيينا، زار آينشتاين الأقارب في ألمانيا في حين عادت ماريك إلى زيوريخ. بعد عيد الميلاد سافرت إلى برلين للبقاء مع فريتز هابر، الذي ساعدها في نيسان/أبريل عام 1914. غادر آينشتاين زيوريخ لبرلين في أواخر آذار/مارس. وفي طريقه زار عمه في أنتويرب ثم اهرينفيست ولورنتز في ليدن، بينما أخذت ماريك عطلة مع الأطفال في لوكارنو، ووصل إلى برلين في منتصف نيسان/أبريل.
توتر زواجهما منذ عام 1912، في فصل الرّبيع الذي أصبح آينشتاين محاطاً بابنة عمه، إلسا. وبدأت المراسلات العادية بينهما. ماريك لم تكن تُريد الذهاب إلى برلين، وإزدادت التعاسة في المدينة. بعد المكوث في برلين، أصر آينشتاين على شروط قاسية في حالة كانت ماريك تريد البقاء معه. في عام 1914، أخذت الأولاد إلى زوريخ، وهذا الانفصال أصبح دائما. حيث قام اينشتاين بالإتزام القانوني وإرسال مبالغ سنوية لها من ريتشسماركس 5600 على شكل أقساط ربع سنوية، أي ما يعادل نصف راتبه. بعد السنوات الخمس المطلوبة للانفصال، تم طلاق الزّوجين في 14 فبراير 1919.
تفاوضا بالتسوية  حيث كان المال «جائزة نوبل» التي توقع اينشتاين أنه سيحصل عليها هي ثقة بين الطرفين. اينشتاين سيحصل على الجائزة لعمله، وقالت بأنها سوف تأخذ الأموال. بالإضافة إلى أنه يمكنها الحصول على الفائدة أيضاً، ولكن قد لا توجد سلطة لديها دون إذن اينشتاين. بعدها تزوج اينشتاين زوجته الثانية في حزيران/يونيه 1919، ثم عاد إلى زيوريخ للتحدث إلى ماريك حول مستقبل الأطفال. خلال الزيارة التي قام بها، أخذ ألبرت هانز للإبحار في بُحيرة كونستانس وإدوارد للنقاهة.
في عام 1922، تلقى آينشتاين أنباء أنه فاز بجائزة نوبل في تشرين الثاني/نوفمبر؛ وتم نقل الأموال إلى ماريك في عام 1923. واستخدمت الأموال لشراء ثلاثة منازل في زيورخ. ماريك عاشت في واحدة، منزلها مكون من خمسة طوابق في 62 هوتينستراسي؛ وكانت الإثنتان الأخريان للإستثمارات. جورج بوش، الذي أصبح فيما بعد أستاذاً، وأسرته كانت من بين المستأجرين لشقق ماريك.
في عام 1930، حوالي سن 20، إنهار إدوارد وكان مفاد التّشخيص بامتلاكه مرض الفِصام. قبل أواخر الثلاثينيات طغت تكاليف الرعاية له في العيادة النفسية في جامعة زوريخ، قالت ماريك أنها باعت منزلين لجمع الأموال وتسديد التكاليف. في عام 1939، وافقت على نقل ملكية البيت هوتينستراسي إلى اينشتاين منعاً لخسارتها، ولكن الإبقاء على التوكيل. منح آينشتاين التحويلات النقدية العادية لماريك لأجل إدوارد وللعيش.

## الوفاة
توفيت ميلفا ماريك عن عمر ناهز 72 في 4 أغسطس 1948، في زيورخ. وقيل أنها كانت مدفونة في مقبرة نوردهايم.

## الأوسمة
في عام 2005 حصلت ماريك على وسام الفراومونستر في زيورخ الألمانية. وأزيح الستار عن لوحة تذكارية لمسكنها السابق في نفس المدينة، منزل هوتينستراسي 62. وفي نفس العام وضع تمثال في مدرستها الثانوية في بلدها، سريمسكا ميتروفيتشا، وتمثال آخر في حرم جامعة نوفي. بعد ستين سنة من وفاتها، وُضعت لَوحة تِذكارية على المنزل الذي كان يشْغَل العيادة حيث توفيت، في زوريخ. وفي يونيو 2009 بُني قبر تذكاري لها في نوردهايم.
وبعد ثلاث سنوات، أي في عام 1998، أنتجت فيدا دراما بعنوان «آينشتاين وميلفا»، التي ترجمت إلى اللغة الإنجليزية في عام 2002. في وقت لاحق تم عزف لحن لميلفا في دار الأوبرا، التي ألّفها ألكساندرا فريبالوف، وعرضت لأول مرة عام 2011 في المسرح الوطني الصّربي في نوفي ساد.